# 軍隊調理法
『軍隊調理法』（ぐんたいちょうりほう）は、大日本帝国陸軍が昭和期に編纂・発行した料理の基礎と献立をまとめたレシピ集。本稿では明治期に編纂された、『軍隊調理法』の前身である『軍隊料理法』（ぐんたいりょうりほう）および、兵食（へいしょく）と称される「軍隊料理」こと「帝国陸軍の食事（「日本陸軍の食事」）」自体についても詳述する。
なお、本書は主に兵営や駐屯地において調理される兵食のレシピであり、乾パン・缶詰肉（大和煮など）・乾燥食品・粉末調味料などといった演習地や戦地でも前線で食される野戦糧食（戦用糧食・携帯口糧・レーション）については別に開発・供給されている。

## 兵食
厳しい軍隊生活において、日々の食事は給養のみならず士気の観点からも重要であった。そのため帝国陸海軍の兵食には、戦前の日本人が慣れ親しんでいた食物のみならず、パン食・洋食・肉食を積極的に取り入れたメニュー、おやつ（デザート）といった嗜好品、飽きさせない副食の設定がされていた。当時の日本の一般庶民、特に地方では大多数を占めた農民の子弟の兵士たちにとって、娑婆（俗世間）と異なる軍隊の食事は、兵舎のベッド（寝台）や洋服（軍服）と共に新鮮なものであった。
一例として、のちに「兵隊作家」となる棟田博は、昭和恐慌当時の1929年（昭和4年）1月から1930年（昭和5年）11月にかけて現役兵として在隊していた岡山歩兵第10連隊の兵食事情について、以下の如く懐古している。
- 「あの時代の一般家庭の食事にくらべると、たしかに当時の軍隊の食事は上等であり、ご馳走の名にふさわしいものだったと思う」[2]
- 「こういう時代背景を思いあわせると、軍隊の兵食は、眉に唾をつけて聞きたくなるほどのゼイタクであったといえる」[3]
- 「ぼくは、じかに聞いたわけではないが、Aは同年兵の仲良しに洩らしていたそうである。こんなうまいもの（たぶん、トンカツとかコロッケであったろう）は、うちの者は口にすることがない。わしだけこうして食べるのが辛い、と」（同じ内務班の初年兵Aについて）[4]

情報量の少なかった戦前において、日本全国津々浦々への「国民食」の普及という観点からすると本書の影響は大きかった（#炊事場・調理員）。『軍隊調理法』および兵食について作家の山本七平は「おふくろの味という言葉があるが、当時の軍隊食は、まさに日本的平均おふくろの味であった」と、伊藤桂一は「元兵隊だった人たちは、この本の料理を通じて、当時を郷愁し、話題をゆたかにされるだろう」との言葉を残している。また、「天皇の料理番」こと秋山徳蔵が少年期当時に家業の関係で訪れた鯖江歩兵第36連隊将校集会所で初めて口にしたカツレツの味に衝撃を受け、これをきっかけに西洋料理人を志し、のちに宮内省大膳寮司厨長（宮内庁管理部大膳課主厨長）となったことが知られている。
なお、改訂昭和12年版『軍隊調理法』の前書きに
とある通り、『軍隊調理法』はあくまで合理的な参考レシピであり、帝国陸軍においては同じ料理であっても各部隊等によってある程度の独自性・個性がありバラエティ豊かなものであった。

### 炊事場・調理員
部隊の食事（兵食）は部隊本部の隷下である経理委員（部隊の糧秣を掌る経理部主計将兵で構成。歩兵連隊では首座である陸軍主計少佐ないし陸軍主計大尉以下委員全員が主計将校）が運営し、献立の決定や食材・調理機械の購入などを行う。炊事場では経理委員の配下である炊事班長（古参の軍曹）が後述の調理員となる炊事兵や、食材などの納入を行う出入業者を監督した。
兵食は部隊などの炊事場で調理されるが、その調理員はその部隊の兵員で構成される（炊事兵）。その選考は中隊の人事掛准尉（特務曹長）が行い、毎期入営してくる新兵の前職・特技・家業・性格・性根等を鑑み入営約3、4ヶ月後の第一期検閲時期に選抜者を炊事兵に指名した。そのため板前やコックといった元料理人は優先的に炊事兵に指名されるが、入営者にそのような適当な者が居ない場合は畑違いの者が充当される。なお、炊事兵以外にも銃工兵・靴工兵・縫工兵・蹄鉄工兵・通信兵・鳩兵・衛生兵・喇叭兵などがあり、これらは「特業兵」と称しそれら分野の専門者となる。
炊事兵は普段の居住場所こそ内務班の大部屋であるが生活や勤務内容は一般兵とは別立てであり、午前2時や3時の真夜中に不寝番に起こされ炊事場に出勤し（昼食後に炊事場で仮眠が与えられる）日夕点呼頃に班に戻り、三度の食事も班ではなく炊事場で食した。炊事兵ほか「特業兵」は歩兵・騎兵・砲兵・工兵・輜重兵・航空兵・戦車兵・船舶兵などといった兵科ないし兵種に属し、それらの部隊で勤務するが、一般の兵と異なり演習への不参加が許可されるなど区別はされた。炊事兵の役得として「炊事特製」とも称されるトンカツやステーキといったスペシャル料理を作ることができ、面倒見の良い古兵の炊事兵は普段洗濯といった自身の身の回りの世話を行ってくれている初年兵（「戦友」と称す）に、この「炊事特製」をこっそり持ち帰り与えることもあった。
軍隊を除隊し「地方」に帰ったそれら元特業兵の中には軍隊時代の「特業」の経験を生かした職に就く者もおり、元炊事兵は料理人として食堂・レストランを開業することもあった。料理人にならなかった元炊事兵も軍隊で覚えた食事・調理法を「地方」に持ち帰った。

### 食事場所

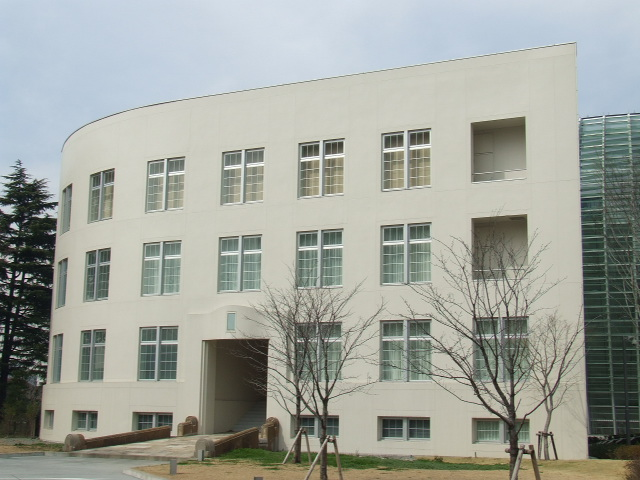
部分現存する麻布歩兵第3連隊の兵舎

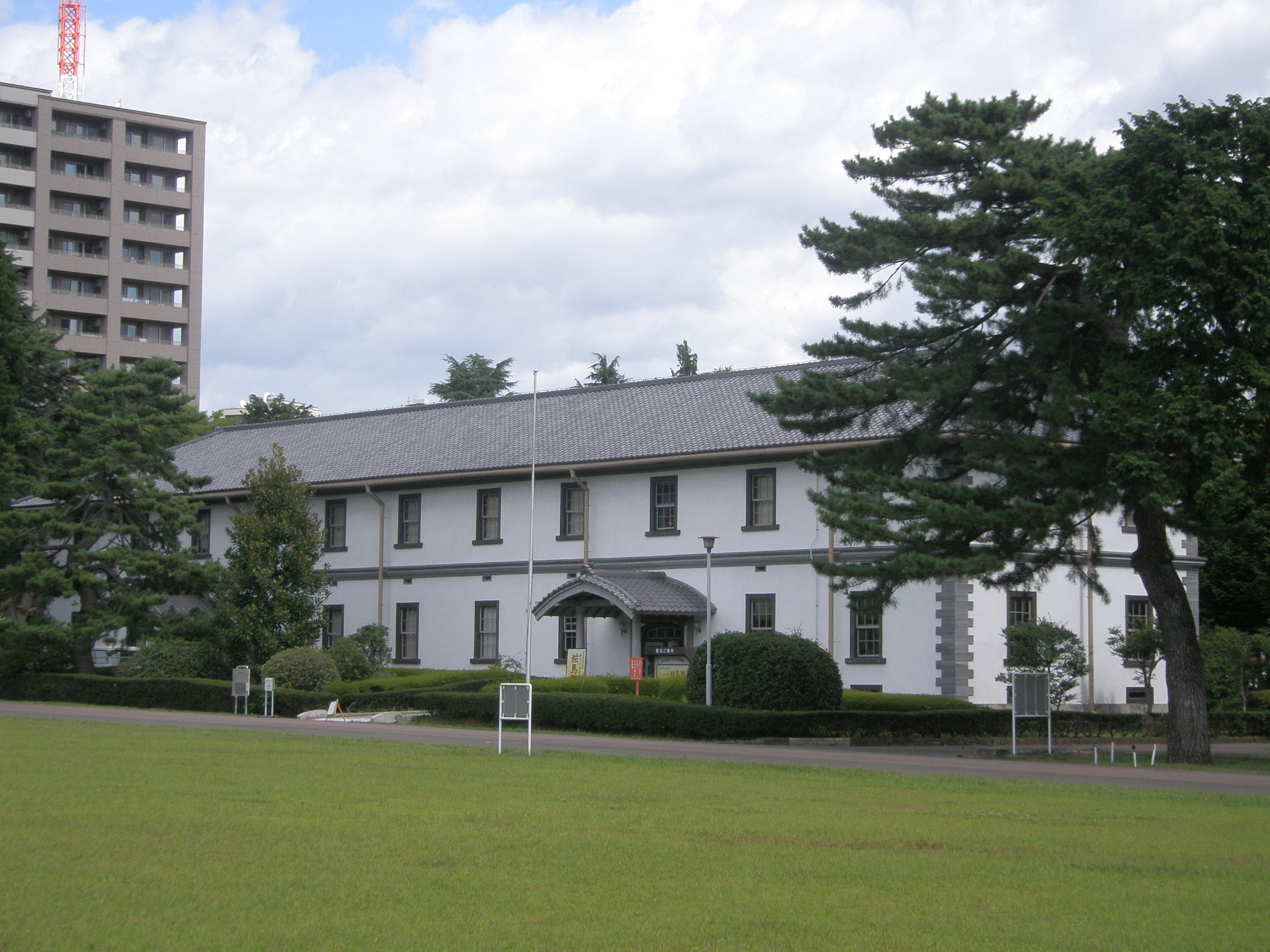
現存する仙台歩兵第4連隊の兵舎

基本的に兵は兵舎内の所属内務班の大部屋（起居を含む普段の居住場所）で、炊事場で調理された食缶入りの兵食を運び（「飯上げ」）、部屋で食器に盛り分けて食べる。兵と同様に営内居住者である下級下士官は専用の下士官室（起居を含む普段の居住場所および仕事場所）ないし下士官集会所（准士官下士官集会所）で食べる（配膳は当番兵が行う）。
営外居住者である准士官・上級下士官は昼食こそ下士官室ないし下士官集会所で行うが（朝食・夕食は自宅）、兵食ではなく持込弁当や、注文した出入業者の仕出弁当や出前の店屋物を自費で食べる。同じく営外居住者である将校の食事も同様に自費であり原則兵食は食さず、基本的に将校集会所で部隊長以下が揃う会食形式であった。食事は部隊の炊事場で行われるか、将校集会所内の厨房で部隊指定の出入業者が下準備済みの食材を持ち込み調理し提供され、メニューは民間と同等の和洋中各種料理であった（将校自身や将校集会所には当番兵が配される）。これら将校准士官および上級下士官は週番や超過勤務の場合などに兵食を食すことも可能であるが、その場合は衣食住が保障されている営内居住者と異なり有料であり月々の給料から食事代が引かれる。ほか、食堂・レストランでの外食も可能である。
全寮制の軍学校（陸軍士官学校・陸軍航空士官学校・陸軍予科士官学校・陸軍予備士官学校・陸軍幼年学校・東京陸軍少年飛行兵学校・陸軍少年戦車兵学校等）では、一般諸部隊と異なり校内に設けられている食堂で生徒達は兵食を食す。

### 食事喇叭
帝国陸軍に限らず古今東西の軍隊では、起床から就寝に至るまで喇叭兵が吹奏する喇叭（ラッパ / らっぱ）の音色（喇叭譜）をもってこれらの時間を将兵に伝えており（日課号音）、食事にも喇叭譜（喇叭譜「食事」・食事喇叭）が存在する。各喇叭譜には将兵によって非公式の歌詞がつけられ口ずさまれるなど親しまれており、食事喇叭には一例として「一中隊と二中隊はまだ飯食わぬ　三中隊はもう飯食って食器上げた」の詞があてられている。
なお、この食事喇叭は「帝国陸軍の喇叭」を社章（「ラッパのマーク」）とする大幸薬品の正露丸のCMに1951年（昭和26年）から使用され、突撃喇叭（喇叭譜「突撃」）とともに広く世間に知られている。

## 概要

### 『軍隊料理法』
日清戦争や日露戦争で兵士の脚気に悩まされた帝国陸軍は兵食を含む糧食の向上に取り組んでいた。脚気が細菌による感染症などでなく、ビタミンB1つまりチアミンの欠乏であると明らかにされてから、陸軍糧秣本廠（陸軍省外局）は安価で栄養価に富み、調理も容易な料理レシピの開発を続けていた。
その様な状況で編纂され、明治末期の1910年（明治43年）の「明治43年陸普3134号」で制定されたレシピ集が『軍隊料理法』である。本書は近衛師団を筆頭に各師団の隷下部隊（歩兵連隊・騎兵連隊等）・ 各軍学校（陸軍士官学校等）・各陸軍病院・各陸軍衛戍監獄、および外地に駐留する台湾軍・韓国駐箚軍・関東軍・樺太守備隊といった軍隊ないし学校に配賦された。
計145ページの『軍隊料理法』の構成は、「第一章 調理ノ心得 第一節 鹽梅」（塩梅）にはじまり、「配合ト盛リ方」・「食ノ習慣」・「炊事用材料ノ取扱方」・「切方」・「串ノ刺方」・「煠方」（茹方）・「材料ノ使方」・「煮汁ノ使用法」の各節が続き、特に「切方」・「串ノ刺方」の節では詳細な絵図が用いられ初心者にも分かりやすく料理のイロハ・心得が詳述されている。「第二章 各種調理法」・「第三章 麭類」・「第四章 菓子類」で各レシピが列挙され、「第五章 戰用糧食品使用法」では野戦糧食について、「第六章 食品撰擇標準」（食品選択標準）では文字通り食材や調味料の目利きおよび燃料（薪・木炭・石炭）についての説明がある。

### 『軍隊調理法』
時代を経た1928年（昭和3年）、『軍隊料理法』に代わり「昭和3年陸普第3548号」で制定された『軍隊調理法』は炊事調理実施上の参考資料として配賦されたが、さらに糧秣廠や部隊において調理研究を行った結果、更なる加味が求められたため1931年（昭和6年）の「昭和6年陸普第3759号」で改訂・制定・配賦された。
1937年（昭和12年）、「昭和12年陸普第3678号」で『軍隊調理法』はさらに改訂され、これが支那事変（日中戦争）・太平洋戦争（大東亜戦争）における事実上の「帝国陸軍のレシピ」となった。なお、同1932年にはこの『軍隊調理法』のほかにも陸軍糧秣本廠は四季に対応する理想献立を明記した『陸軍兵食四季標準献立表』が関係部隊に配賦されている。
計440ページ近い改訂昭和12年版『軍隊調理法』の構成は、「第一章 調理一般の心得 第一 基本調理」にはじまり、「火の焚き方」・「選方」・「洗ひ方」・「切方」・「茹方」・「煮方」・「蒸方」・「燒方」・「揚方」・「和方」（あえ方）・「味の付方」・「飯の炊き方」と続き、かつての『軍隊料理法』と同様に詳細な絵図が用いられるなど配慮がされている。「第二章 調理法」で各レシピが列挙され、「附録」（付録）では乾燥野菜各種と特殊調味料の使用法を説明、末尾には度量衡早見表として「貫とキログラム/キログラムと貫」・「斤とキログラム/キログラムと斤」・「升とリットル/リットルと升」・「尺とメートル/メートルと尺」の速算表やラテン文字略字が付されていた。
『軍隊調理法』の発行は、主に糧友会（1925年（大正14年）に食糧問題の研究・改善を目的として、陸軍省を中心に内務省・農林省など各省庁が関わり設立された陸軍糧秣本廠の外郭団体。東京栄養食糧専門学校などを運営する現在の学校法人食糧学院の前身）が行っていた。書籍である『軍隊調理法』は1937年以降も版を重ねていき、帝国陸軍の解体まで広く使用された。

#### レシピ例
『軍隊調理法』は、『軍隊料理法』と比べ全体的に分かりやすく・見やすく改良されておりレシピ集としてより完成したものとなっている。レシピは軍隊らしく極めて合理的なところがあり、調理方法の記述は概ね数行程度に抑えられ、また「煮立て置きたるラードの将に煙立たんとするとき投じて」（カツレツ）・「サラダ油を少しづゝ流し固くなり過ぎたる時酢を少し入れて緩るめ」（マヨネーズ）・「煉乳缶を切りて器にあけ、其空缶にて五杯の水、或は湯を投入して」（カルピス様飲料）といったように、あえて詳述しない独特の言い回しを用いている特徴がある。
以下に参考として兵食の人気メニューであったカツレツのレシピを記す（改訂昭和12年版『軍隊調理法』、原文縦書き・旧字体）。

## メニュー（『軍隊調理法』）
以下は改訂昭和12年版『軍隊調理法』で採用され、当時の陸軍将兵に対する給養の基礎となったメニュー。
帝国陸軍は大正時代中期よりパン食の導入を本格化しており、1920年（大正9年）の「大正9年陸普第2529号」で毎週少なくとも一食をパン食として逐次にその度合いを増加させる事を定め、部隊によるものの以降毎週一回のパン食が励行されていた。以下レシピにおける嘗め物（パン副食）は文字通りパン（種類は白パン・黒パン・穀物配合の軍隊式栄養パン）に付す副食である。なお、シロップおよび牛乳クリームにはレモン果汁ないし香料を滴下することが奨励されていた。
なお、汁物中の「カレー汁」は主食の「米麦飯」にかけることで「ライスカレー」となり、同『軍隊調理法』においても「備考 イ、温き御飯を皿に盛りて其の上よりかくればライスカレーとなる。」の記述がある。尚、ライスカレーの名称に関し、「辛味入り汁掛け飯」との標記は見られない。また、昭和6年版には「主食の部」にライスカレー、「汁物の部」にカレー汁と、別々に掲載されているが、先述の備考については同様である。

### 主食
米麦飯・栗飯・五目飯・油揚飯（野外調理食用）・大根飯（野外調理食用）・甘藷飯（野外調理食用）・肉飯・豆飯・小豆飯・福神漬混飯（野外調理食用）・強飯・萩餅・ちらしずし・蒸「パン」の製法

### 汁物
味噌汁（代表的）・野菜汁・白菜豆麺汁・なびたし汁・おぼろ汁・豆腐汁・鱈昆布汁・葱鮪汁・薩摩汁・卯の花汁・呉汁・粕汁・鯉こく・鰌汁・葛汁・のっぺい汁・けんちん汁・かき卵汁・豚すいとん・肉うどん汁・魚団汁・シチウ・三平汁・カレー汁・貝と味噌汁（パンの副食）

### 煮物
煮染め・がめ煮・肉味噌おでん・関東煮・むき身味噌・トウガンのそぼろ掛け・カレー南蛮・旨煮・煮魚・切干大根煮込み（乾野菜使用の一例）・ひじきと大豆の煮込（乾野菜使用の一例）・北海煮・鮭缶肉煮込・魚麺・肉饂飩（温食給養）・豆腐煮込・牛肉軟煮・卯の花炒め・卵とじ煮・粉吹馬鈴薯・豚豆煮・小倉煮・豚味噌煮・鮭味噌煮・茄子油炒め・田楽・ふろ吹大根・吉野煮・雑集煮・豆腐葛煮・塩魚あんかけ・そぼろかけ・炒豆腐・豚の揚げ煮・蒸焼肉・生魚卸煮・塩豚と白菜・牛缶煮菜びたし

### 焼物
塩焼・生魚山椒焼・生魚朝鮮焼・烏賊の醤油焼・焼き肉・照焼・味噌焼・内臓付け焼・生魚油焼・卵焼き（オムレツ）

### 揚物
生魚フライ・生魚空揚・空揚魚団子・カツレツ・コロッケー・天麩羅・精進揚・竜田揚・豚の空揚

### 和物
菜びたし（焼物付け合せ）・ぬた・白和え・茄子紅葉和（夏季献立）・酢味噌和（春季献立）・むき身おろし和・茄子胡麻味噌和（夏季献立）・酒馬鈴薯和え・白瓜（又は胡瓜）酢味噌和（夏季献立）・豆腐酢和・胡麻和（焼物付け合せ）・豚胡麻味噌和・大豆卸和・納豆大根卸和・納豆葱和・貝辛子和

### 漬物
大根早漬・刻み漬・はりはり漬・胡瓜漬・澤庵漬・菜漬・野菜早漬（第一号）・野菜早漬（第二号）・野菜早漬（第三号）・野菜早漬（第四号）・野菜早漬（第五号）・野菜早漬（第六号）

### 嘗め物（パン副食）
シロップ・甘藷ジャム・葱味噌バター・大豆粉クリーム・牛乳クリーム

### 甘味品（加給品）
すいとん甘から煮・ドーナツ・流し羊羹・蒸羊羹・きんとん・汁粉

### 特別食

#### 其の一（携行食）
削節の佃煮・鰊甘露煮・鱈甘露煮・牛肉佃煮・金ぴら牛蒡・鉄火味噌・黒豆硬煮・煮豆・きやら蕗・するめ味噌・牛肉の時雨煮・鱈時雨・刻みするめ照煮

#### 其の二（流動食）
粥汁・胚芽米粥汁・玄米粥汁・燕麦汁（おーとみーる）・燕麦粥・食パン粥汁・乾パン粥汁・乾パン汁・半粥（おまじり）・膨張米粥・葛湯・鶏スープ・牛肉スープ・牡蠣スープ・蛤スープ・骨スープ・豆スープ・鶏米スープ・青色スープ・赤色スープ・野菜スープ・馬鈴薯スープ・鰹節スープ・鯛のうしほ・肉汁・白味噌汁・浮島汁・肉漿・果汁・果物ゼリー・ココア牛乳・牛乳ポンチ・卵牛乳・豆乳あん・牛乳豆腐

#### 其の三（軟食）
全粥・雑炊・鶏肉入雑炊・カキ雑炊・梅干雑炊・魚肉雑炊・玉子サンドウヰッチ・朝食用味噌汁・胡麻汁・三ツ葉卵とじ汁・うどん汁・白魚吸物・鶏肉つくね汁・ふわふわ汁・豆乳汁・つみ入れ汁・蛋汁・吹き寄汁・潰し薯つみ入れ汁・おとし卵汁・蜊の味噌汁・挽肉澄し汁・鰯の摘み入汁・半熟卵（八分間法）・かきまぜ卵・雲かけ卵・カキ茶碗むし・豆腐茶碗むし・あんかけ玉子豆腐・湯豆腐あんかけ・カスタード・果物ソース・焼きパン牛乳かけ・刺身・鮪の山かけ・挽肉野菜入りオムレツ・玉子焼・巻玉子・擬製豆腐・蓮根のつくね焼き・挽き肉油焼・蟹入り玉子焼・魚田・雑集煮・鯛麺・玉菜巻・そぼろかけ・煎り豆腐・しんじょ・茶碗蒸・牛肉蒲鉾・竜眼揚・野菜サラダ・マヨネーズの作り方

### 食品の簡易製法
煮ハム・塩豚・蒟蒻・甘酒・カルピス様飲料・ウドン・支那饅頭・納豆・ラード・ソース・膨し粉（ベーキングパウダー）

## メニュー（『軍隊料理法』）
以下は明治43年制定『軍隊料理法』におけるメニュー。
なお、後世の『軍隊調理法』（上掲）と異なり『軍隊料理法』では食材毎にメニューが独立していないだけで、実際は使用食材によってさらに細分化されており、一例として煮物では「材料ハ大概三種又ハ五種トス今之ヲ四季ニ区別スレハ左ノ如シ」とし魚介類・野菜/根菜・種実類・キノコおよびそれらの加工品など数十種類が春夏秋冬各季節に区別し羅列されている。このほか例として、サンドウイッチは「燻製豚肉ノサンドウイッチ（ハム、サンドウイッチ）」・「牛肉ノサンドウイッチ（ロースサンドウイッチ）、カツレツは「ビーフ、カツレツ（牛肉ノ油揚）」・「ポーク、カツレツ（豚肉ノ油揚）」、フライは「フライ、フィッシュ（魚類ノ油揚）」・「オイスタール、フライ（牡蠣ノ油揚）」、小豆餡は「漉餡」（こしあん）」・「潰餡」（つぶあん）、金屯（きんとん）は「隠元豆金屯及小豆金屯」・「栗金屯」・「慈姑金屯」などとなっている。

### 和式ノ部

#### 主食
米飯・麦飯・強飯（赤飯）及小豆飯・五目飯・粟飯・甘藷飯・栗飯・大豆飯・豌豆飯・里芋飯・鰯飯（秋刀魚飯）・肉飯・親子飯・茸飯・紫蘇飯・鮨

#### 副食
（鰹節煮出汁・昆布煮出汁・椎茸煮出汁）・味噌汁・清汁・注汁・蒸物・刺身・酢ノ物・和物・煮物・揚物・焚物・浸物・甞物・漬物

### 洋式ノ部

#### 主食
食麺麭・サンドウイッチ

#### 副食
スープ・ソース・スチウ・「カツレツ」「フライ」及「ビーフステーキ」・ボイル・コロッケ・フーカデン・ヲムレツ・カレー、ライス・ブッチング・メンチビーフ・ドライド、ハッシビーフ・ロール、キャベツ・サラダ・附合せ品（ボイルドポテトー/マシポテトー/フライポテトー）

### 麭類
饂飩・蕎麦切・素麺

### 菓子類
小豆餡・汁粉・牡丹餅・餡衣餅・團子・蒸羊羹・饅頭・金屯

## 書籍
- 糧友会（編）、1928、『軍隊調理法』、糧友会:『46084369』 - 国立国会図書館
- 小林完太郎、1982、『復刻 軍隊調理法―元祖男の料理』、講談社 ISBN 4061459163 ASIN 4061459163 - 1982年（昭和57年）、講談社から出版された改訂昭和12年版の『軍隊調理法』を現代訳し著者の説明を付した復刻版。